# Bokkenrijders

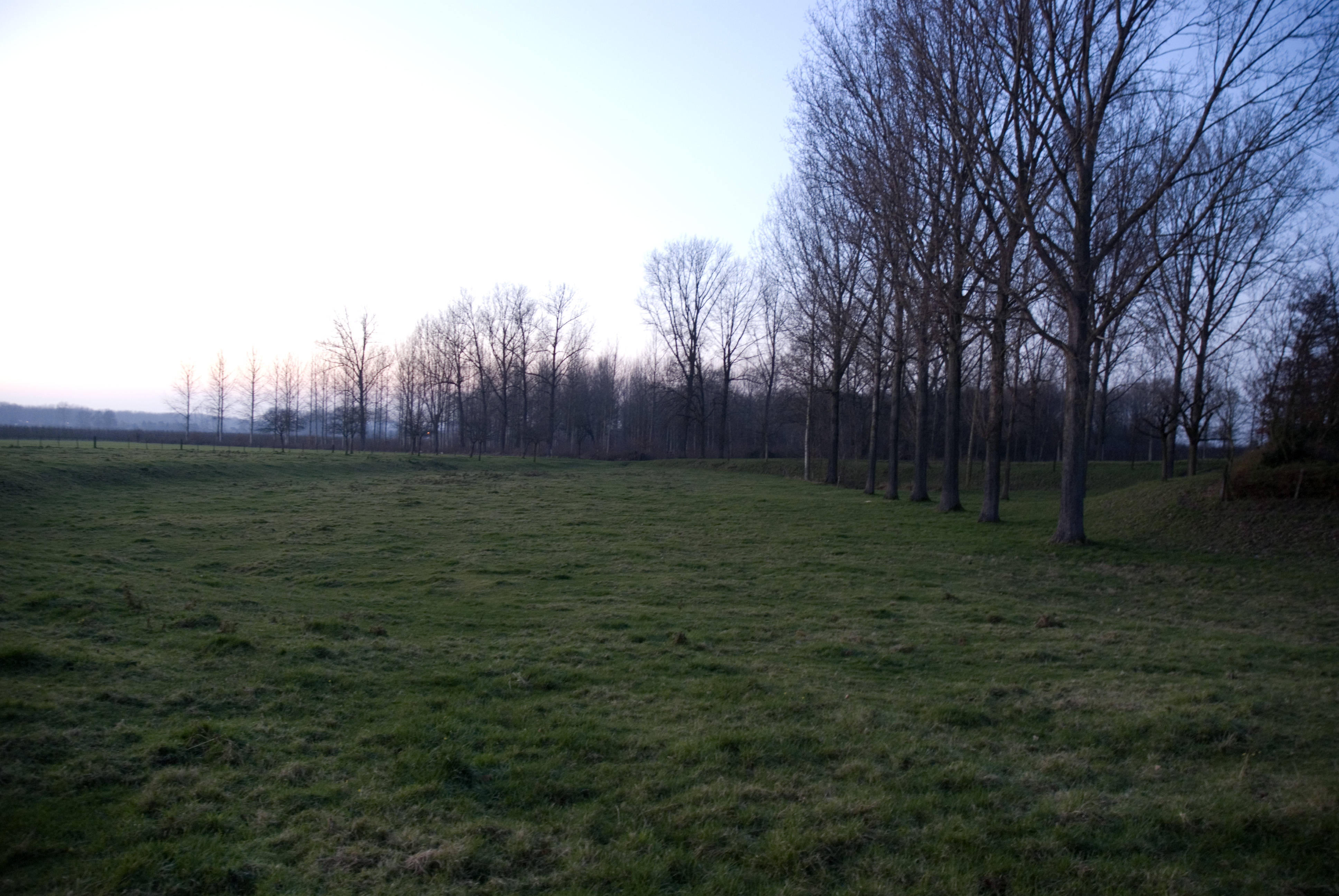
De Bonderkuil in Wellen waar in 1776 negentien bokkenrijders werden terechtgesteld

Bokkenrijders waren volgens het volksgeloof personen of geesten, die op bokken door de lucht reden. In de 18e eeuw was dit de naam die gegeven werd aan een bende vrijbuiters, dieven, afpersers en plegers van gewelddadige berovingen in de Landen van Overmaas en het voormalige graafschap Loon. De bokkenrijdersbendes waren met onderbrekingen actief in de periode tussen 1740 en 1798 in het tegenwoordige Nederlands Zuid- en Midden-Limburg, Belgisch-Limburg en de Belgische en Nederlandse Kempen, de Belgische Voerstreek, het Land van Herve, de streek rond Luik en enkele gebieden vlak over de Duitse grens nabij Herzogenrath.
De strooptochten en afpersingen waren over het algemeen gericht tegen boerderijen en pastorieën op het platteland. Later kregen de bokkenrijders bij sommigen een Robin Hood-achtige status. Tegenwoordig denkt men dat er sprake was van diverse criminele bendes en individuen, die geen connecties met elkaar hadden. Ook acht men een groot deel van de circa 1.200 beschuldigden en circa 500 veroordeelden onschuldig, omdat de meeste bekentenissen werden afgedwongen door middel van martelingen.
Bokkenrijders behoren thans tot het immaterieel cultureel erfgoed van Limburg.

## Geschiedenis

### De naam bokkenrijders

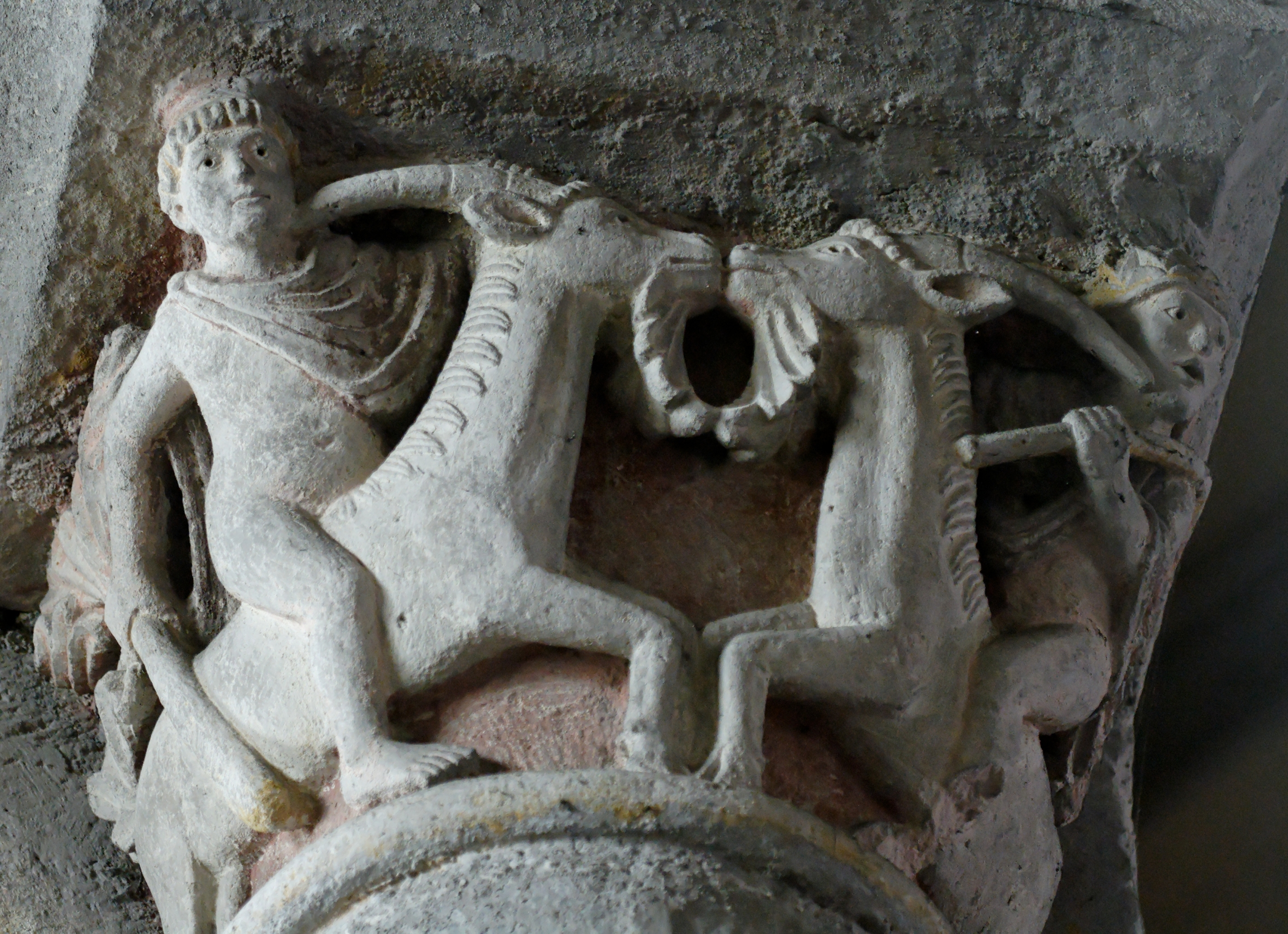
Bokkenrijders op een 12e-eeuws kapiteel in de Abdijkerk Saint-Pierre van Moissac

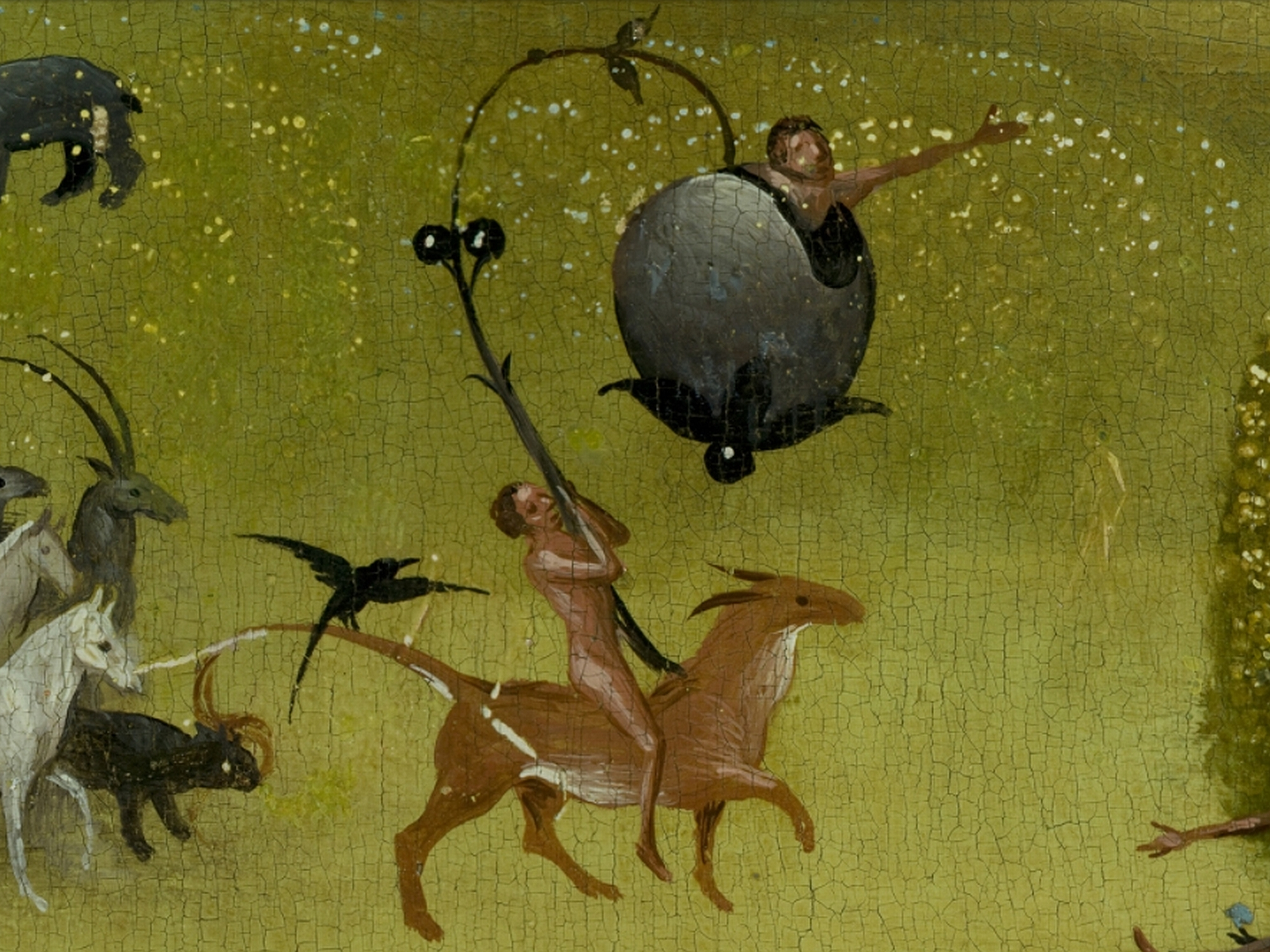
Een bokkenrijder op Jheronimus Bosch' Tuin der lusten, ca. 1485

Zowel het aanbidden van als het rijden op een bok wordt al eeuwenlang geassocieerd met de heksensabbat en andere duivelse praktijken. Volgens oude volksverhalen bewogen mensen die een pact met de duivel hadden gesloten zich 's nachts voort op bokken. Daarbij werd de volgende toverspreuk uitgesproken: "Over huis, over tuin, over staak, en dat tot Keulen in de wijnkelder!" Eenmaal per jaar reden de bokkenrijders naar de Mookerheide, naar hun meester, de duivel.
De naam 'bokkenrijders' wordt in verband met de Limburgse roversbendes voor het eerst gebruikt in het proces van 1774 in Wellen (Haspengouw). Volgens dat proces had de beschuldigde, ene Johan van Muysen, een zogenaamde brandbrief onder de deur van de landbouwer Wouters in Ulbeek geschoven. Diens huis zou worden platgebrand als hij geen geld zou geven. In de brief stelde Van Muysen zich voor als lid van de 'bokkenrijders', waarbij hij drie keer het woord duivel gebruikte. In het Wellense proces werd de naam bokkenrijders daarna meerdere keren gebruikt en later ook in het Antwerpse proces tegen Philip Mertens, een brandbrieflegger uit Ophoven-Geistingen. Waarschijnlijk werd deze naam gekozen om de bevolking te beangstigen.
In de Overmase processen wordt de term 'bokkenrijders' eerst laat genoemd, waarschijnlijk onder invloed van het proces in Wellen. Wel duikt het woord 'geitenbok' hier in 1773 in een proces op. Mathijs Smeets uit Beek beweerde in dat proces 's nachts met 42 anderen plaatsgenomen te hebben op één grote geitenbok en door de lucht naar Venlo te zijn gevlogen om daar een misdaad te plegen.
De eerste vermelding van de term 'bokkenrijders' (bockereyders) in een historiografisch geschrift, staat in het boekwerkje Oorzaeke, bewys en ondekkinge van een goddelooze, bezwoorne bende nagtdieven en knevelaers binnen de Landen van Overmaeze en aenpalende landstreeken, geschreven in 1779 door S.J.P. Sleinada, een pseudoniem van pastoor A. Daniels (lees de naam van achter naar voren). Daniels was pastoor van de parochie Schaesberg, nabij Heerlen. Hij kende verschillende veroordeelde bendeleden persoonlijk en leek goed op de hoogte van de procesvoering.

### Bokkenrijdersprocessen
De processen tegen de bokkenrijders onderscheidden zich van 'gewone' criminele procedures, doordat er in veel gevallen een zogenaamde 'goddeloze eed' in voorkwam ("Ik zweer god af en de duivel aan"). Deze goddeloze eed, in de overlevering typerend voor bokkenrijders, zou ontstaan zijn in de Landen van Overmaas (volgens het proces tegen Hendrik Becx in Nieuwstadt in 1743) en waaide daarna over naar Loon. Het veroordelen van mensen omwille van een goddeloze eed of hun vermeende verbond met de duivel, kan vergeleken worden met de heksenprocessen in Europa tussen 1450 en 1750. De vervolging was meedogenloos, zelfs naar de normen van die tijd. De meeste bekentenissen werden verkregen door marteling of de dreiging daarmee. Bijna de helft van de aangeklaagden bekende schuld en werd veroordeeld. Meer dan negentig procent van de veroordeelden kreeg de doodstraf.
In het 18e-eeuwse Overmaas en Loon zijn zeven vervolgingsperiodes te onderscheiden. De eerste processen vonden plaats van 1743 tot 1745, de laatste van 1793 tot 1794.
| Bendeleiders                                         | Epicentrum                          | Proces (jaar)   | Aantal bendeleden | Aantal bendeleden |
| Bendeleiders                                         | Epicentrum                          | Proces (jaar)   | Veroordeeld       | Beschuldigd       |
| ---------------------------------------------------- | ----------------------------------- | --------------- | ----------------- | ----------------- |
|                                                      | Overmaas                            |                 |                   |                   |
| 1. Mathias Ponts                                     | Land van 's-Hertogenrade-Nieuwstadt | 1743 - 1745     | 87                | 140               |
| 2. de Gaverelle- de Preez                            | Schinnen-Geleen                     | 1749 - 1751     | 31                | 45                |
| 3. Broers Kerckhoffs (Balthasar & Joseph Kirchhoffs) | Land van 's-Hertogenrade-Valkenburg | 1771 - 1776     | 230               | 450               |
|                                                      | Loon                                |                 |                   |                   |
| 4. Voortmans - Van Muysen                            | Wellen en Haspengouw                | 1774 - 1776     | 31                | 350               |
| 5. Philip Mertens - Henricus Houben                  | Ophoven-Geistingen-Maaseik          | 1785 - 1786     | 16                | 45                |
| 6. Nolleke van Geleen                                | Bree-Bocholt-Gruitrode              | 1789 - 1791     | 23                | 60                |
| 7. Pelsers-Bollen                                    | Neeroeteren-Maaseik                 | 1793 - 1794     | 50                | 80                |
| 8. Geerlingh Daniëls                                 | Schinnen-Wolfhagen                  | +/- 1735 - 1751 |                   |                   |

### Bekende veroordeelde bokkenrijders
- Gabriël Brühl, executie door ophanging op 10 september 1743
- Geerling Daniels, overleden aan de gevolgen van twee zelf aangebrachte steekwonden op 28 januari 1751
- Joseph Kirchhoffs, executie door ophanging op 11 mei 1772
- Joannes Arnold van de Wal ("Nolleke van Geleen"), executie door ophanging op 21 september 1789

## Hedendaags perspectief

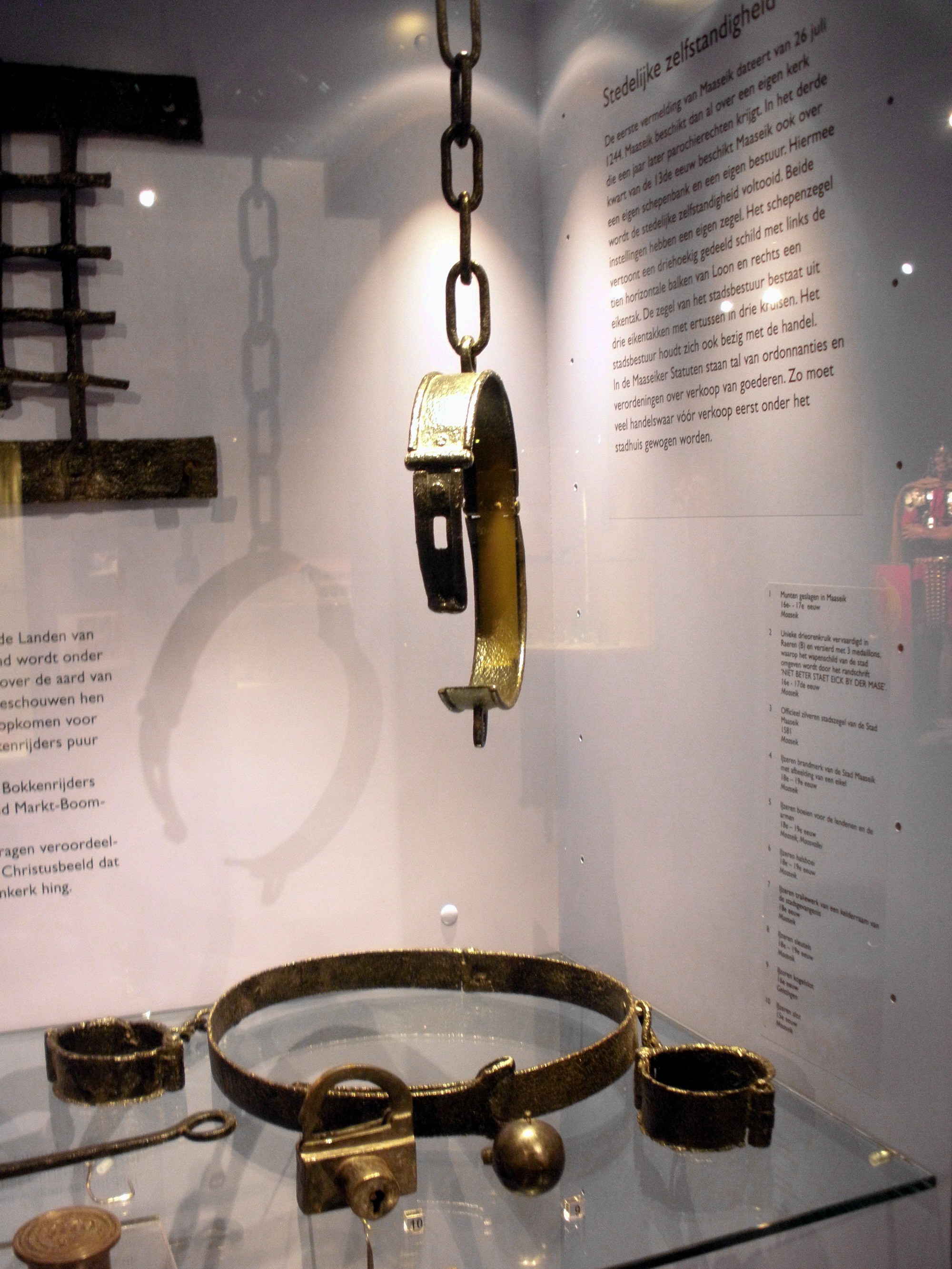
Martelwerktuigen uit de 18e eeuw, Regionaal Archeologisch Museum in Maaseik

In de geschiedschrijving ontstaan twee tegenovergestelde waarnemingen over de bokkenrijders: 
1. De bokkenrijders zouden bestaan uit een grote, goddeloze bende.
2. Ofwel het zou gaan om een (gedeeltelijke) hersenschim van de toenmalige justitie.

De eerste opvatting vinden we bij hen die geloven dat de bokkenrijders werkelijk een grote bende hebben gevormd en nog niet hard genoeg zijn gestraft. Kritische historici echter, die de martelverklaringen niet zomaar accepteren, beschouwen de bestraffing als overdreven. De pionier van die strekking, procureur-generaal Gaspard de Limpens, schreef in 1774 over de veroordeelden: "Hun verklaringen staan bol van tegenstrijdigheden, variërende versies en inbreuken op de logica en de wetten van de zwaartekracht." "Ze zijn te hard gestraft en het merendeel is onschuldig." "De tortuur doet de ondervraagden bekennen wat justitie wil horen."
Als naar de historische gebeurtenissen rond de bokkenrijders wordt gekeken, namelijk dat mensen omwille van een goddeloze eed of een verbond met de duivel worden veroordeeld, kan gesproken worden van een overeenkomst met heksenprocessen.
Het fenomeen ‘bokkenrijders in Limburg’ is een naspel in een reeks schijnprocessen in de Europese geschiedenis: de tempeliers, de ketters, de heksen en tot slot de bokkenrijders. Limburg had de bedenkelijke eer de laatste Europese regio te zijn waar dergelijke bijgelovige, juridische excessen zich massaal afspeelden.
De heksen uit de volksgedachte (zij die op een bezem door de lucht vlogen) hebben niet bestaan, maar heksenprocessen zijn er wel geweest. In de ogen van justitie waren heksen een realiteit, werden ze op die basis veroordeeld en betaalden ze dat met hun leven. Bokkenrijders hebben niet bestaan in de zin dat ze op bokken door de lucht vlogen en krachten van de duivel kregen. De meeste misdaden die ze moesten bekennen, hebben ze niet zelf bedreven. Dat hadden anderen gedaan, maar zij werden ervoor veroordeeld. Hoewel er geen bokkenrijders – geen grote bende, geen duivelsrituelen - zijn geweest, waren er zeven bokkenrijdersprocessen. In het proces Wellen-Haspengouw is er in de processtukken zwart op wit sprake van. Een geijkte vraag daar is: “Zijt gij niet lid van de bende van over de Maas, de zogenaamde bokkenrijders?”
Daarom spreekt men wel over bokkenrijders in de zin dat het verdachten en veroordeelden zijn van in die zin gevoerde monsterprocessen.

## Culturele en historische erfenis

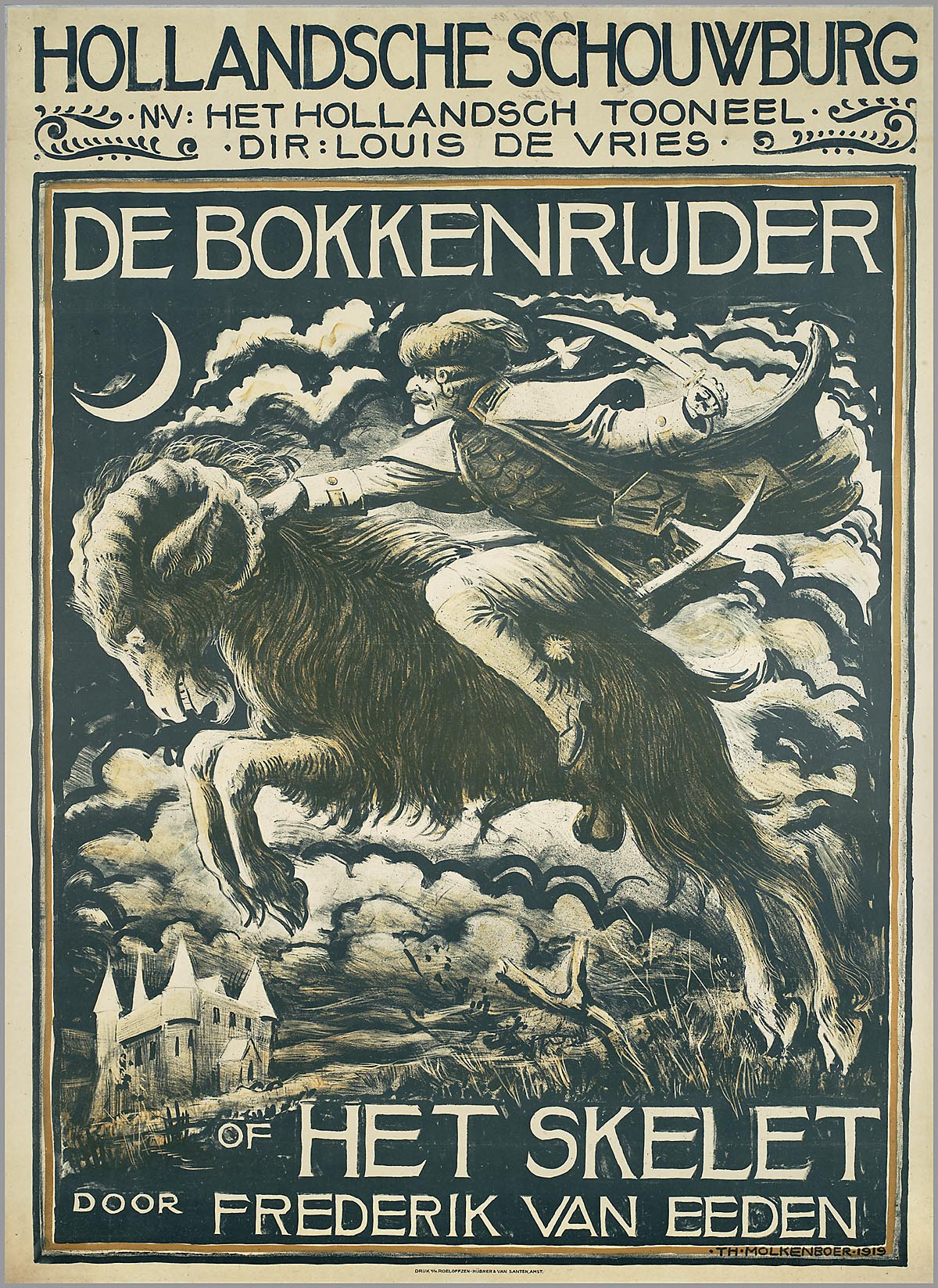
Toneelstuk De Bokkenrijder of het skelet in 1919

### Bokkenrijders in de volkscultuur
In de 19e eeuw ontstond onder invloed van de romantiek een vloedgolf aan verhalen over bokkenrijders, met als pionier de Sittardse auteur Pieter Ecrevisse. Anno 2015 zijn er meer dan 1300 titels over het onderwerp verschenen. In het bokkenrijdersverhaal wordt misdaad aan magie gekoppeld. Die populaire thema’s zorgden voor een bonte verzameling volksverhalen, waarbij het onderwerp steeds verder van de historische feiten is komen te staan.
In Valkenburg vinden elk jaar in oktober de bokkenweken plaats met verschillende activiteiten waaronder de bokkemért (bokkenmarkt) en herinnert de Heksenkeuken nog aan de roversbende. In Klimmen vindt het bokkenrijdersfestival plaats. In Geulle, Tungelroy, Sint Joost en Heerlerheide heet de lokale carnavalsvereniging "De Bokkenrijders". In deze gevallen: V.V. de Bokkerieërs uit Geulle, V.V. De Bokkeriejers uit Tungelroy, CV de Bokkeriejers uit Sint Joost en C.V. de Bokkeriejesj uit Heerlerheide.

### Overige bewerkingen

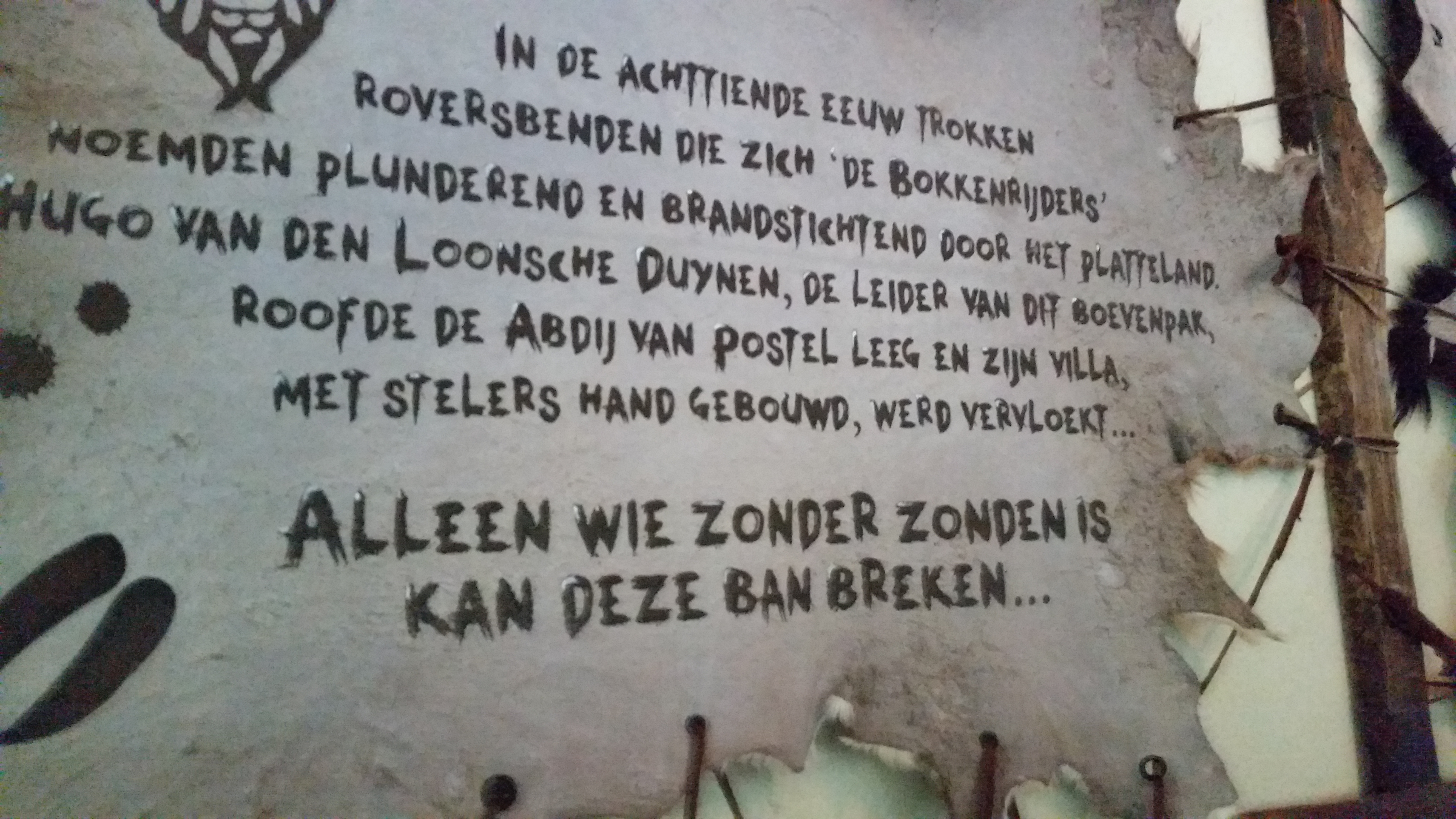
Uitleg over bokkenrijders in Villa Volta in de Efteling

- In 1917 schreef Frederik van Eeden het toneelstuk De Bokkenrijder of het Skelet.
- Willy Vandersteen maakte in 1948 het Suske en Wiske-verhaal De bokkerijders, een van de eerste verhalen uit de serie.
- In de jaren negentig verscheen de jeugdserie De Legende van de Bokkenrijders op de Nederlandse en Vlaamse televisie, met o.a. Gene Bervoets, Joost Prinsen, John Leddy en Bartho Braat. Deze serie is gebaseerd op boeken van Ton van Reen, met name Ontsnapt aan de galg (1986).
- De attractie Villa Volta in de Efteling is een huis (madhouse) dat door de 'bokkenrijder' Hugo van den Loonsche Duynen bewoond zou zijn geweest. Het betreft hier een door de Efteling bedachte sage.
- Componist Rob Goorhuis schreef het fanfarewerk Innocent Condemned ("Onschuldig veroordeeld"), gebaseerd op verhalen over de bokkenrijders.
- Popgroep Carboon bracht in 1994 het album De Bokkeriejers uit met 15 liedjes over de bende.[8] Het nummer Bokkeriejersblood (1997) van Schintaler is een van de vele andere liedjes die over de bokkenrijders zijn geschreven.[9]
- De Belgische metalband Ancient Rites bracht in 2015 het album Laguz uit met daarop het lied Von Gott ontfernt (Bij Nacht En Ontij). De inhoud van dit lied gaat over de bokkenrijders en schildert hen af als een groepering die zich verzette tegen de wereldlijke en kerkelijke macht van die tijd.
- Het Belgische productiehuis Het Geluidshuis bracht in 2016 een luisterverhaal uit getiteld De Bokrokker. Deze parodie vertelt het verhaal van een smid in Bokrijk die zich argeloos aansluit bij de bokkenrijders en zo mede dood en verderf zaait.
- In de lowbudgetfilm Zondebokken brengt de Maaseikse filmmaker Rocky Grispen de episode van de bokkenrijders tot leven. De film ging op 16 november 2023 in Hasselt in première.[10][11]

### Monumenten, herinneringsplaquettes
Aan de gevel van het Museum Land van Valkenburg, vroeger het raadhuis van Valkenburg en in de 18e eeuw het toneel van de Valkenburgse bokkenrijdersprocessen, is in 1999 een plaquette aangebracht ter herinnering aan de vele onschuldig veroordeelden. In de Valkenburgse folklore spelen de bokkenrijders een grote rol. Zo worden de bewoners van het Geulstadje in carnavalstijd aangeduid als bök ("bokken"). In het park bij kasteel Den Halder staat een bronzen beeld van een bok dat verwijst naar de bijnaam van inwoners, niet direct naar de bende. Ook in Klimmen staat sinds oktober 2016 een monument dat herinnert aan de gerechtelijke dwaling waar eind 18e eeuw 60 executies in vijf jaar tijd plaatsvonden. In het centrum van Schaesberg in de gemeente Landgraaf staat een beeld van een bokkenrijder, net als in Stein, Sint Joost, Geleen, in Herzogenrath (Duitsland) en in Maaseik, Wellen en Overpelt (België).
Het beeld De Bokkenrijder (1957) van Gerrit Bolhuis, dat in het Amsterdamse Oosterpark staat, heeft geen link met de Limburgse bokkenrijders.

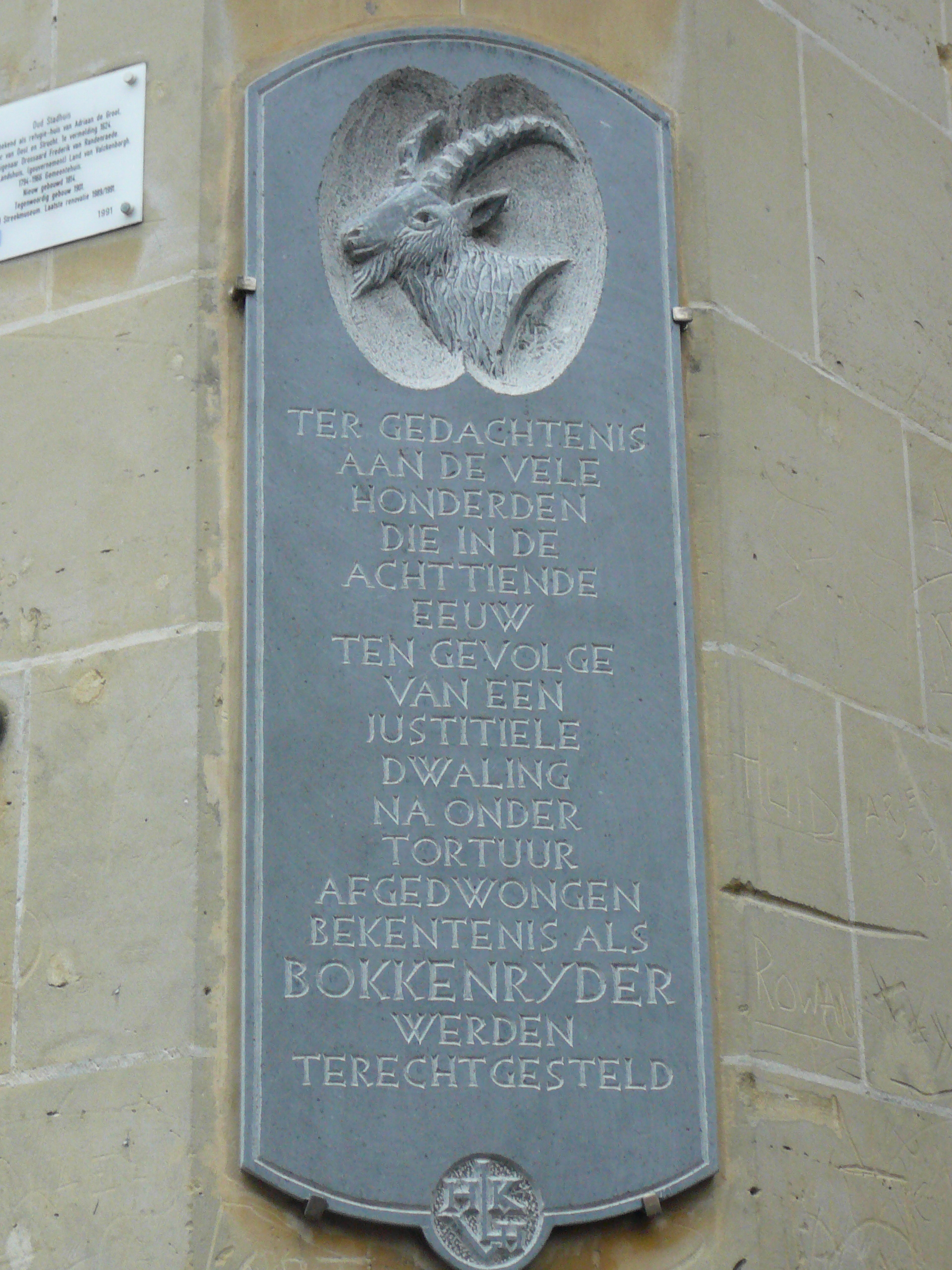
Plaquette aan het voormalige raadhuis van Valkenburg
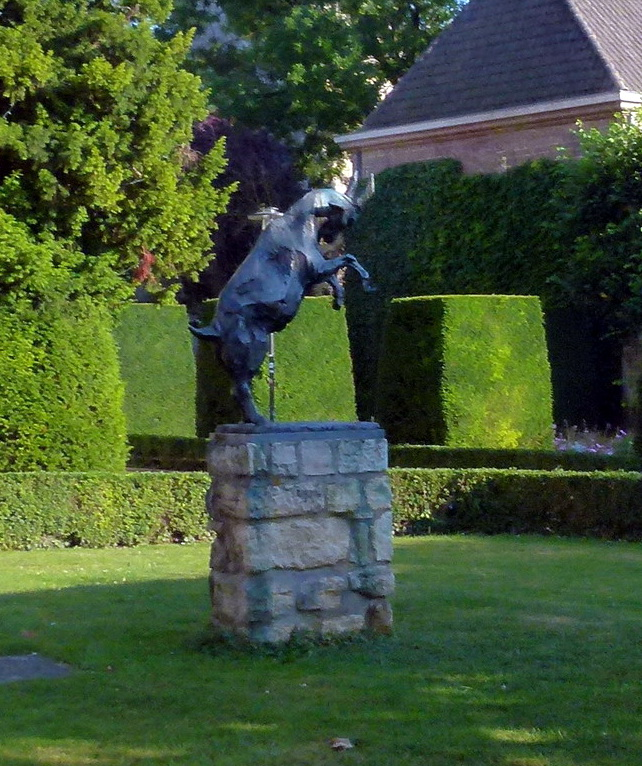
Standbeeld in het Den Halderpark in Valkenburg
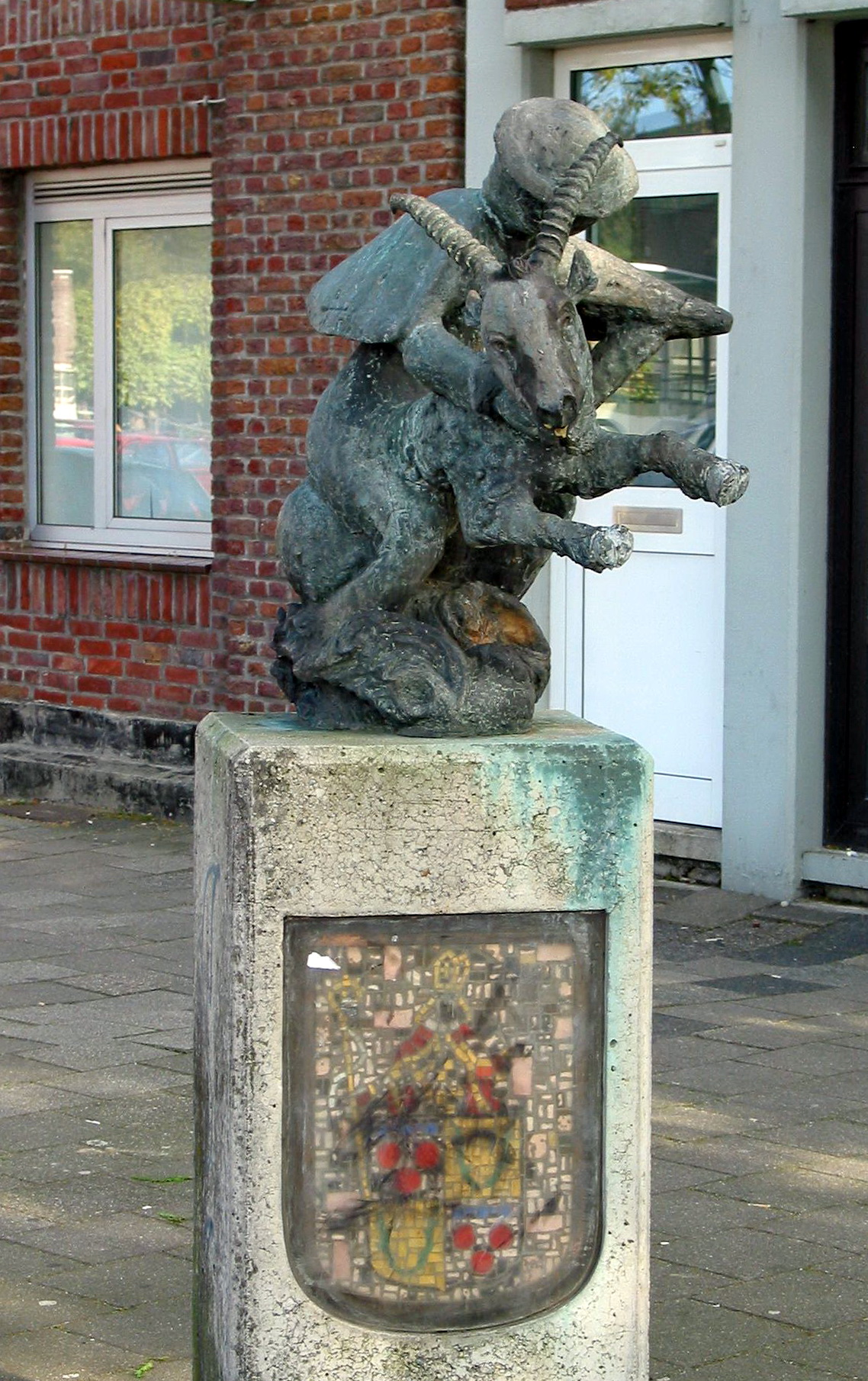
Beeld op de Markt in Schaesberg
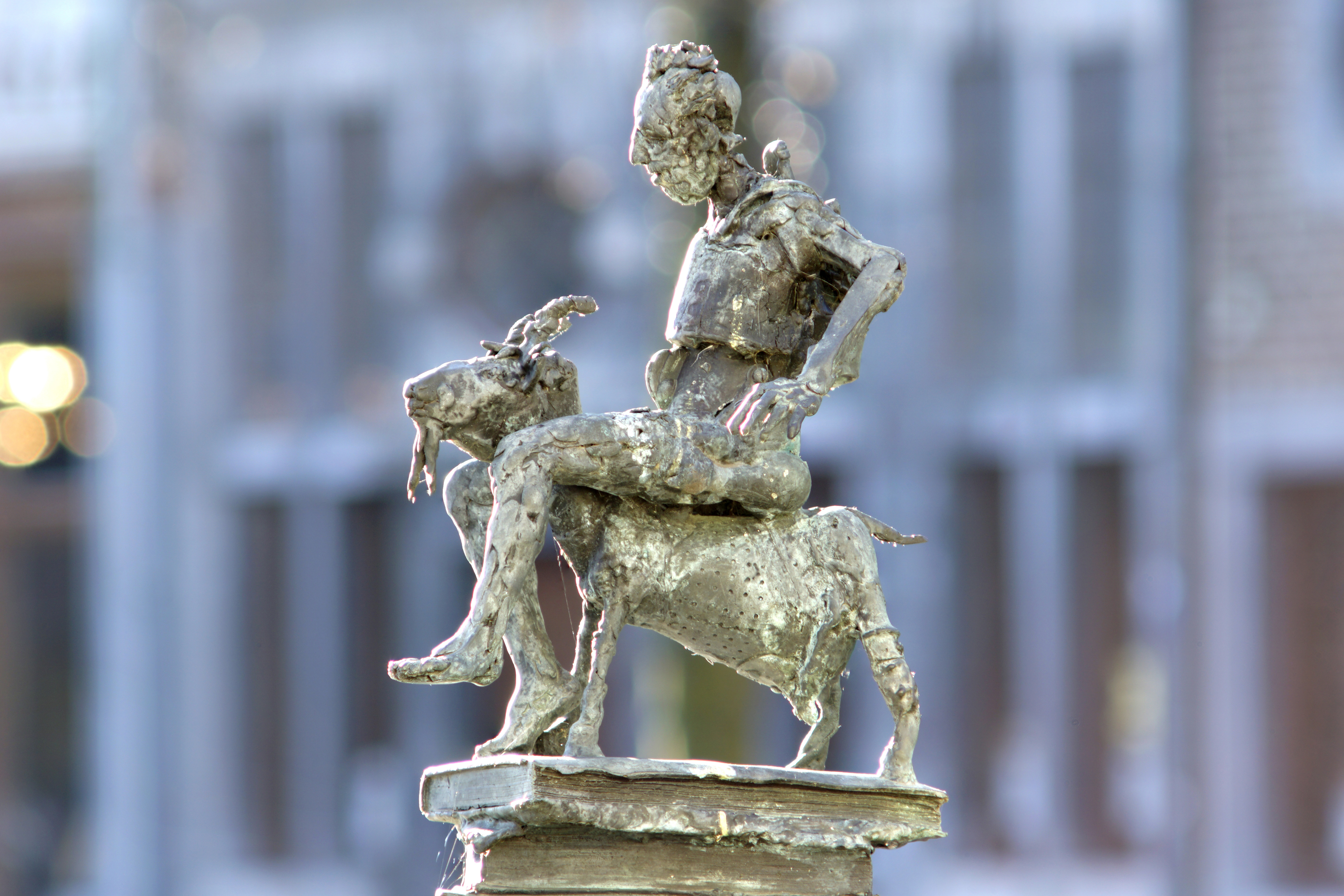
Bokkenrijder in Maaseik
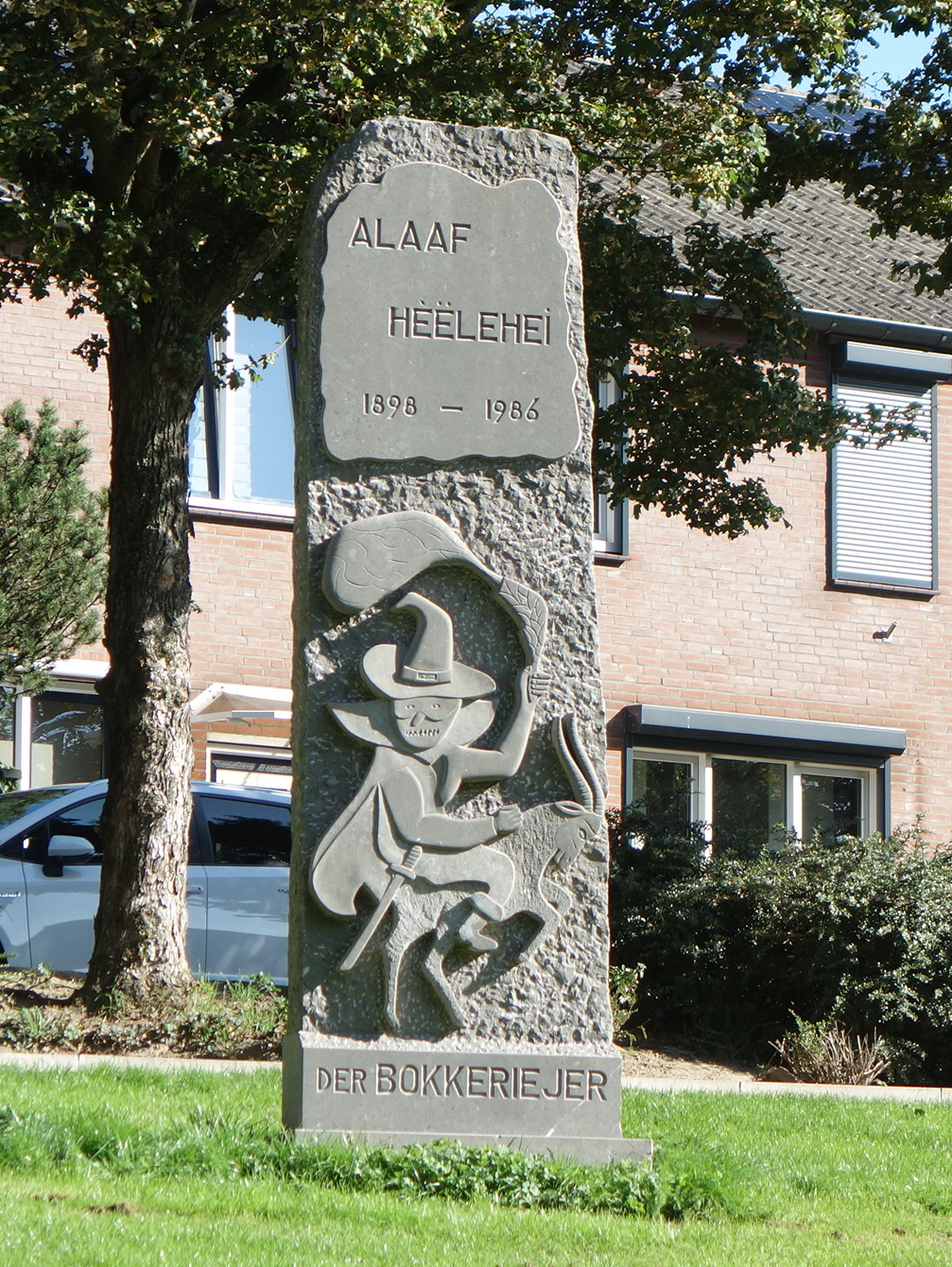
Beeld van C.V. De Bokkeriejesj in Heerlerheide
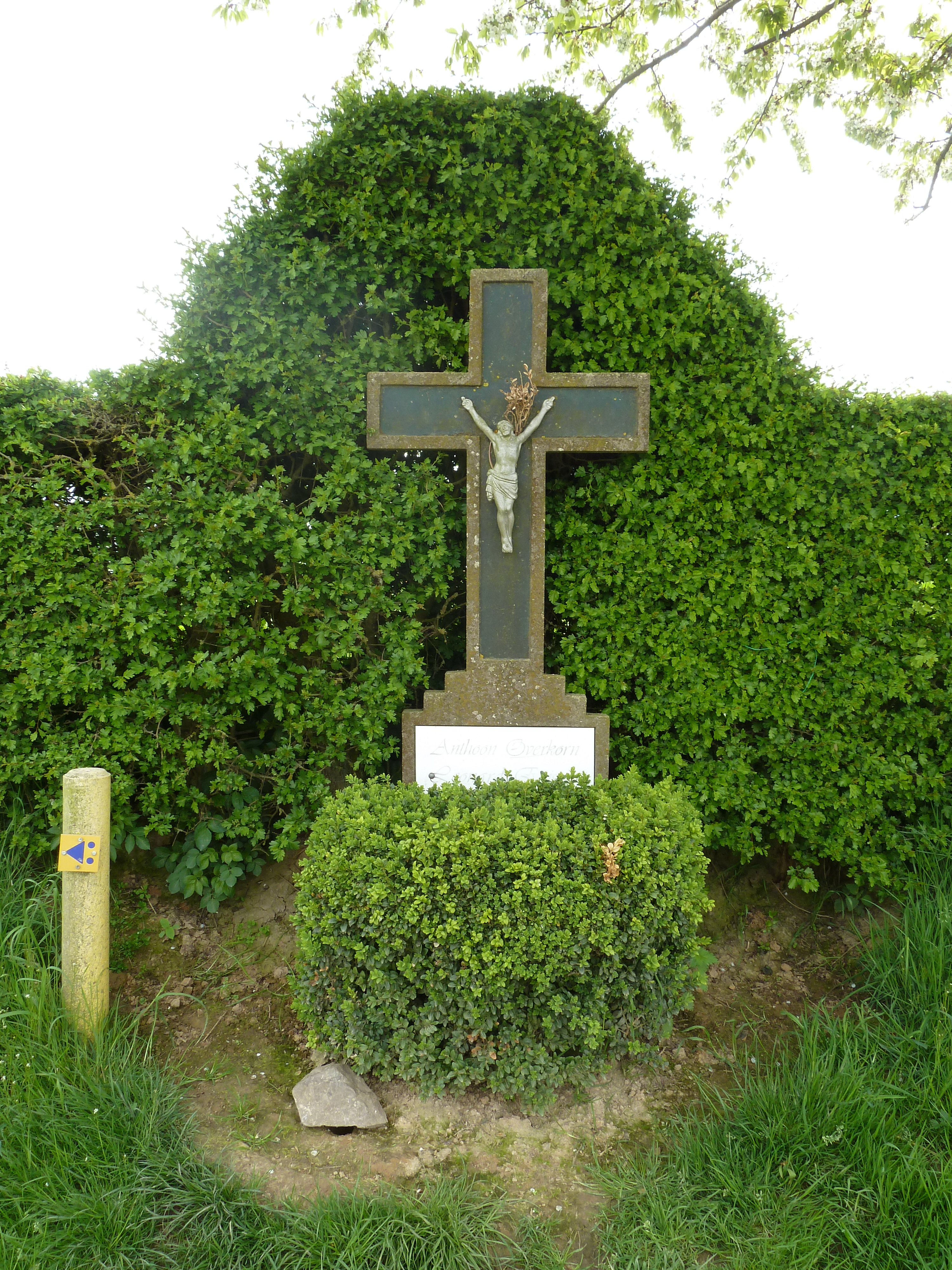
Veldkruis bij de galg van Margraten waaraan twee vermeende bokkenrijders werden opgehangen